# Boss Guitar
Boss Guitar — студійний альбом американського джазового гітариста Веса Монтгомері, випущений у 1963 році лейблом Riverside.

## Опис
Записаний 22 квітня 1963 року на студії Plaza Sound Studios в Нью-Йоркуу.
Перевиданий Original Jazz Classics з додатковими альтернативними дублями. Усі композиції увійшли до альбому-компіляції The Complete Riverside Recordings, виданої на CD.

## Список композицій
1. «Besame Mucho» (Консуело Веласкес, Санні Скайлар)  — 6:28
2. «Dearly Beloved» (Джером Керн, Джонні Мерсер)  — 4:49
3. «Days of Wine and Roses» (Генрі Манчіні, Джонні Мерсер) — 3:44
4. «The Trick Bag» (Вес Монтгомері)  — 4:24
5. «Canadian Sunset» (Едді Гейвуд, Норман Гімбел)  — 5:04
6. «Fried Pies» (Вес Монтгомері)  — 6:44
7. «The Breeze and I» (Ернесто Лекуона, Ел Стіллман) — 4:06
8. «For Heaven's Sake» (Дональд Мейєр, Еліз Бреттон)  — 4:32

## Учасники запису
- Вес Монтгомері — гітара
- Мел Райн — орган
- Джиммі Кобб — ударні

Технічний персонал
- Оррін Кіпньюз — продюсер
- Рей Фаулер — інженер